# Estação Ferroviária de Lagoaça
A Estação Ferroviária de Lagoaça foi uma estação da Linha do Sabor, que servia a localidade de Lagoaça, no concelho de Freixo de Espada à Cinta, em Portugal.

## História

### Construção e inauguração
Em Julho de 1926, previa-se que as obras na Linha do Sabor a partir de Carviçais iriam ser retomadas, após um longo período de suspensão; nesta altura, há já alguns anos que estavam concluídas várias estações, incluindo a de Lagoaça; o edifício de passageiros situava-se do lado sudeste da via.
Em 7 de Outubro de 1926, foi organizado um comboio especial de adubos entre Lagoaça e Carviçais, ainda antes do troço entrar ao serviço; no entanto, este comboio foi atacado por populares quando passava por Fornos, tendo sido forçado a regressar a Lagoaça. A estação foi então invadida pela população, que procurava incendiar o comboio, mas a situação acalmou com a intervenção da Guarda Nacional Republicana, que fora chamada ao local. Entretanto, devido aos vários problemas de administração que os Caminhos de Ferro do Estado estavam a atravessar, que resultavam em atrasos nas obras e distúrbios na exploração, o governo começou a preparar a sua integração na Companhia dos Caminhos de Ferro Portugueses, que foi realizada em 11 de Março de 1927. Assim, foi já sob a administração daquela empresa que o troço entre Carviçais e Lagoaça entrou ao serviço, em 6 de Julho de 1927.

### Continuação da Linha
Por seu turno, a Companhia subarrendou a Linha do Sabor à Companhia Nacional de Caminhos de Ferro em 1928. Em 1 de Junho de 1930, entrou ao serviço o troço seguinte da Linha, até Mogadouro.
Em 1934, a Companhia Nacional de Caminhos de Ferro instalou uma casa para habitação do capataz geral de via nesta estação. Em 1947, a linha voltou para a gestão directa da Companhia dos Caminhos de Ferro Portugueses.
Um dos produtos transportados pelos comboios da Linha do Sabor foi pão de Lagoaça.

### Encerramento
A linha foi encerrada em 1988.